# Nijazi Ramadani
Nijazi Ramadani, ps. Comiti (ur. 14 lutego 1964 w Kokaju) – kosowski nauczyciel i pisarz zajmujący się publicystyką, poezją, prozą i dramaturgią.

## Życiorys
Uczył się w Kokaju, Pogragjë i
Gnjilanem, ukończył następnie studia na Uniwersytecie w Prisztinie. Twórczość literacką rozpoczął w 1977 roku, publikując w periodykach literackich, jak Rilindja, Jeta e re, Pionieri, Haemus, Shkëndija, Revista Paqja, Shekulli, Koha jonë, Bujku, Euro-Rilindja, Koha ditore, Zëri, Bota e re, Fokus, Epoka e re, Express, Infopress, Kosova sot, Iliriapost, Pavarësia Neës, Lajm oraz Kosovapress; został jednak wykluczony z życia publicznego za poglądy narodowe. Należał do redakcji czasopisma Ushtima e maleve, określanego przez władze jugosłowiańskie jako wrogie i irredentystyczne. 24 lipca 1981 roku Ramadani został aresztowany z powodu działalności w tymże czasopiśmie.
W latach 2001–2002 ponownie pracował w redakcji czasopisma Ushtima e maleve. Został następnie nauczycielem w Gnjilanem oraz członkiem Stowarzyszenia Pisarzy Kosowa. Napisał łącznie kilkadziesiąt artykułów na albańskiej oraz angielskiej wersji Wikipedii.

## Prace

### Wybrane publikacje
- RRËFIMI PËR KOKAJT 1842- 2012
- Fletushka që theu tabu temat moniste me pranverën studentore ’81-shit (2017)

### Utwory
- Amaneti i nanës[4]
- Dhe shkronje Arbri[5]
- Jetë e përmbysur[5]
- Monografia për Kokajt 1842-2012[6]
- Thjerëz[5][7]
- Dheshkronjë Arbëri (1995)[8][2][5][3][6]
- Kosova dhe vetëvendosja (1998)[2][3][6]
- Një qasje në teatër (2004)[2][3][6]
- Qasje tjetër për skenën (2006)[2][3][6]
- Vrojtime artistike (2006)[2][3][6]
- Imazhe kohe (2008)[8][2][3]
- Azgani & Ylber(i)ja (2012)[2][3][6]
- Imazhi i gjallë (2012)[2]
- Imazhi i ngrirë (2012)[2][5][3][6]
- Shtegtim në histori (2012)[2]
- Vështrime letrare (2012)[2][3][6]
- Shtegtim në histori I (2020)[2]

## Nagrody
W 2020 roku uzyskał trzecie miejsce na spotkaniu poetyckim na Skopskiej Crnej Gorze za wiersz Amaneti i nanës.